# Hans Andreæ Gädda
Hans Andreæ Gädda , född 15 maj 1670 i Bro församling, död 17 januari 1725 i Sankt Olofs församling, Östergötlands län, var en svensk präst.

## Biografi
Hans Andreæ Gädda föddes 1670 i Bro församling. Han var son till komministern Anders Gädda och Barbro Jansdotter. Gädda blev 1692  student vid Köpenhamns universitet och 1697 vid Lunds universitet. Under studietiden använda han efternamnet Lucianus. Gädda prästvigdes 1698 och blev 1703 komminister i Gustavi församling, Göteborg. Gädda blev 1712 komminister i Storkyrkoförsamlingen, Stockholm och 11 april 1724 kyrkoherde i Sankt Olofs församling, Norrköping. Den 15 augusti 1724 blev han också kontraktsprost i Norrköpings kontrakt. Gädda avled 1725 och begravdes 28 januari i Sankt Olai kyrka av kyrkoherden Herman Schröder i Katarina församling.

### Familj
Gädda gifte sig 1703 med Elsa Schröder. Hon var dotter till lektorn Georg Schröder och Margareta Brenner i Göteborg. De fick tillsammans barnen postkommissarien Georg Gädda (1705–1780) i Abborfors, Finland, Elsa Margareta Gädda som var gift med kyrkoherden Franciscus Pollet i Skänninge församling, vice bergmästaren Carl Meurman och bruksinspektorn Jacob Örner vid Österby bruk, Johannes Gädda (född 1724), 5 söner och 5 döttrar.

### Översättningar
- 1714 – Christelig Gudaktighetsöfning av A. Dent, Stockholm.[2]